# Храм Петра и Павла (Ильинский)
Храм святых апостолов Петра и Павла — приходской православный храм в посёлке Ильинском Московской области. Относится к Коломенской епархии Русской православной церкви. Современное здание существует с 1994 года на месте разрушенного в XX веке одноимённого храма.

## История
В 1915—1916 годах на данном месте была построена деревянная церковь с приделами. Храм был спроектирован архитектором Семёном Барковым.
При советской власти в 1928 году храм был полностью разрушен, а на его месте открыли рынок.
В начале 1990-х годов было принято решение о восстановлении храма. Митрополит Крутицкий и Коломенский Ювеналий назначил настоятелем только что рукоположённого в сан иерея отца Павла (Жилина), который начал активную деятельность по возрождению прихода. Вначале было реконструировано здание бывшего продуктового магазина № 17 и превращено в храм (освящён в честь Введения во храм Пресвятой Богородицы, архиерейское освящение состоялось 14 июля 1996 года). В настоящее время храм используется для повседневных (не праздничных) служб, крещений и отпеваний прихожан.
После начала богослужений во Введенском храме отец Павел приступил к строительству основного каменного храма во имя святых апостолов Петра и Павла, с нижним храмом в честь святого пророка Божия Илии. К концу 1999 года закончились работы по строительству нижнего храма, и архиепископом Можайским Григорием было совершено его архиерейское освящение.
23 сентября 2003 года скончался основатель, строитель и первый настоятель прихода святых апостолов Петра и Павла священник Павел Жилин. Указом митрополита Крутицкого и Коломенского Ювеналия настоятелем прихода в посёлке Ильинском был назначен протоиерей Димитрий Фёдоров.
Строительство храма Петра и Павла продолжилось и было закончено в 2010 году установкой пяти куполов с крестами. В 2015 году были завершены отделочные работы, продолжается выполнение фресковой росписи, планируется строительство большой колокольни. 12 июля 2016 года на престольный праздник святых первоверховных апостолов Петра и Павла состоялась первая литургия в верхнем храме.
Петропавловский храм представляет собой двухэтажное пятикупольное сооружение в форме креста с боковыми порталами. Площадь каждого этажа превышает 1000 м², общая высота храма по вершине креста главного купола — более 40 м. Нижний храм в честь святого пророка Божия Илии, с боковыми приделами в честь святого праведного Иоанна Кронштадтского и святого благоверного князя Александра Невского. Верхний храм в честь святых первоверховных апостолов Петра и Павла, с приделами в честь святой блаженной Ксении Петербургской и в честь Собора новомучеников и исповедников Российских.
5 августа 2018 года главный алтарь верхнего храма (в честь святых апостолов Петра и Павла), два его придела и два придела нижнего (Ильинского) храма были торжественно освящены митрополитом Крутицким и Коломенским Ювеналием при участии епископа Зарайского Константина и епископа Луховицкого Петра, а также множества священников.
В настоящее время богослужения по воскресеньям и праздникам в тёплое время года ведутся в летнем Петропавловском (верхнем) храме, а в зимний период — в тёплом Ильинском (нижнем) храме.
Служба в храме совершается ежедневно, утром и вечером.

## Святыни
В храме хранятся частицы мощей святых Оптинских старцев и святого благоверного князя Александра Невского. Одна из икон храма была подарена приходу семьёй премьер-министра России Дмитрия Медведева (в настоящее время располагается в нижнем храме).

## Клирики
Настоятель — протоиерей Димитрий Фёдоров.
Священнослужители:
- протоиерей Виктор Хренов (+10.11.2020),
- протоиерей Валентин Дронов,
- иерей Иоанн Королев,
- протодиакон Игорь Попельский,
- первый настоятель — иерей Павел Жилин[5]. Похоронен за апсидой построенного им храма. На месте его захоронения совершаются регулярные панихиды.

## Общественная деятельность
При храме работает воскресная школа общество трезвости для алкогольно- и наркозависимых зависимых страдальцев и их родственников.
Приход ведет благотворительную программу помощи социальным объектам Московской области и богадельням при монастырях Московской епархии (области).